# كارنيفال سليبريشن
كارنيفال سليبريشن (بالإنجليزية: Carnival Celebration)‏ هي السفينة السياحية، وعند دخولها للخدمة في عام 2022 أصبحت أكبر سفينة في أسطول شركة كارنيفال للرحلات البحرية.

## نبذة
أعلنت شركة بناء السفن الفنلندية ماير توركو في في 6 سبتمبر 2016 أنها قد قامت بتوقيع مذكرة لاتفاق مع شركة كارنيفال كوربرايشن وذلك لبناء سفينتين سعة 180 ألف طن لصالح كارنيفال للرحلات البحرية، ليتم تسليمهما في عامي 2020 و 2022 على التوالي.
بدء العمل في بناءها في إحتفال حفل قطع الصلب للسفينة يوم 13 يناير 2021 في حوض ماير توركو للسفن. يتميز هيكلها ببدن يغلب عليه اللون الأزرق مع لمسات باللونين الأحمر والأبيض وهو خروجً عن هياكل الأسطول التي يغلب عليها اللون الأبيض، وذلك في محاولة من كارنيفال لتسويق علامتها التجارية للسوق الأمريكي.
يبلغ حجم كارنيفال سليبريشن ما يقرب من 184 طنًا وتسع 6500 راكبًا و 1،735 فردا من أفراد الطاقم. تقسم سفينة كارنيفال سيليبرشن إلى ست مناطق متكاملة تتضمن عناصر ومناطق ذات طابع خاص تستضيف أنشطة وفعاليات، كما تضم منافذ متنوعة لتناول الطعام والتسوق.  وفي طوابقها العليا تستضيف كارنيفال سيليبرشن منطقة "ألتيميت بلاي جراوند"، حيث تقع الملاهي المائية الذي يُطلق عليه اسم "بولت" ويتبعها حديقة مائية شاسعة ومركز رياضي. صممت هذه الألعاب المائية من قبل شركة ماورر إيه جي، وتتكون من عربات ذاتية الدفع تسير على مسار بطول 800 قدم ويمكنها أن تصل سرعتها إلى 40 ميلاً في الساعة (64 كم/ساعة).
المنطقة الجديدة والحصرية على متن كارنيفال سيليبرشن، تسمى "ذا جيتواي" حيث تضم حانة وصالة غولدن جوبيلي. وهذا المكان ليس مخصصاً فقط للاحتفال بالذكرى الخمسينية للخط السياحي، بل يضم أيضًا عناصر طبق الأصل وأصليًة جلبت من السفن القديمة السابقة، مثل سفينة ماردي غرا و سفينة كارنيفال فاسينشن. وهذا المكان يحل محل صالة البراس ماغنوليا على السفينة الشقيقة في الأسطول ماردي غرا.
يتم تشغيل السفينة بالغاز الطبيعي المسال، 

## روابط خارجية
- الموقع الرسمي